# Friskt vatten
Friskt vatten var ett rockband från Södertälje som brukar räknas till proggrörelsen.

## Medlemmar
- Claes Hilding – trummor
- Erik Hansson – sång, piano, slagverk
- Gunnar Steineck – sång, piano, omni
- Per Ahnlund – basgitarr, sång
- Håkan Wannerberg – gitarr, sång
- Göran Wiklund – gitarr, flygelhorn
- Tomas Ernvik – munspel
- Per-Olov Karlsson – gitarr
- Stefan Sundlöf – trummor

## Diskografi
Studioalbum
- 1978 – De é vi (vinyl)
- 1979 – En svensk tiger (vinyl)
- 1980 – Lee Highway (vinyl)
- 2019 - De é vi (EP)

Singlar
- 1978 – "Rumba i bastun" / "Konkurrensvisa" (vinyl)
- 1980 – "Tågsång" / "Marknadsföring" (vinyl)
- 1982 – "Vårlåt" / "Köp död" (vinyl)